# جون ساتكليف (سياسي)
جون ساتكليف (بالإنجليزية: John Sutcliffe)‏ هو سياسي بريطاني، ولد في 30 أبريل 1931. حزبياً، نشط في حزب المحافظين. في الانتخابات العامة في المملكة المتحدة 1970، انتخب عضو البرلمان الخامس والأربعون للمملكة المتحدة عن دائرة Middlesbrough West (UK Parliament constituency) ‏ (18 يونيو 1970 – 8 فبراير 1974).